# Józef Żochowski
Józef Żochowski (pseud. Józef z Żochów) herbu Brodzic (ur. 15 kwietnia 1801 w Żochach, zm. 1851 w Omsku) – polski nauczyciel, filozof, wynalazca, działacz niepodległościowy, zesłaniec. Przez kilka lat należał do zakonu pijarów.

## Życiorys
Pochodził z rodziny szlacheckiej z Podlasia. Kształcił się w szkole w Węgrowie, potem tamże w zgromadzeniu księży komunistów; wstąpił następnie do zakonu pijarów i od 1823 pracował w pijarskiej szkole wydziałowej w Wieluniu. W 1926 ukończył studia na Wydziale Teologicznym Uniwersytetu Warszawskiego, otrzymując złoty medal. W tymże roku porzucił stan duchowny i rozpoczął studiowanie na dwóch wydziałach świeckich uczelni – Filozoficznym oraz Prawa i Administracji. W 1827 uzyskał dyplom magistra filozofii, a rok później magistra administracji .
Po ukończeniu studiów uniwersyteckich pracował jako nauczyciel historii, języków obcych i nauk przyrodniczych w szkołach wojewódzkich (Radom, Łuków, Warszawa). Po wybuchu powstania listopadowego, w 1831 przystąpił ochotniczo do oddziału powstańczego. Był aktywnym działaczem Towarzystwa Wychowania Dzieci po Poległych Rycerzach Polskich. Po klęsce powstania miał trudności z uzyskaniem posady, dopiero w 1836 powrócił do zawodu nauczyciela; w szkole w Szczebrzeszynie uczył fizyki, mineralogii i zoologii. W 1840 zrezygnował z tego zajęcia i próbował uruchomić w Warszawie fabrykę narzędzi rolniczych, którą jednak niebawem zmuszony był zamknąć. Od 1844 był pomocnikiem bibliotekarza w Banku Polskim .
W 1848, w rocznicę uchwalenia Konstytucji 3 maja, wygłosił z pomnika Stanisława Małachowskiego w katedrze św. Jana mowę patriotyczną, wzywając do niesienia pomocy powstańcom w Wielkopolsce; 8 maja tego roku został aresztowany przez władze carskie i osadzony w Cytadeli. Wyrokiem sądu wojskowego skazany został na karę śmierci, zamienioną przez namiestnika Iwana Paskiewicza na 10 lat ciężkich robót na Syberii . Wyrok odbywał początkowo w Ust-Kamienogorsku, następnie w Omsku, gdzie zetknął się z zesłanym za udział w kółku Pietraszewskiego Fiodorem Dostojewskim.
Zmarł w 1851 w następstwie ciężkiej chłosty, którą otrzymał za niezdjęcie nakrycia głowy przed rosyjskim oficerem .

## Twórczość
Opublikował kilka książek i wiele artykułów filozoficznych i naukowych. Opracował kilka projektów wynalazków. W 1843 redagował czasopismo "Motyl" .
Był przedstawicielem filozofii romantycznej, podejmujący tematy z zakresu filozofii praktycznej oraz filozofii przyrody. Z zakresu filozofii praktycznej głównym dziełem była Filozofia serca, czyli mądrość praktyczna (1845). Była to filozofia niesystemowa, o charakterze chrześcijańskim, oparta na uczuciach i zawierająca zbiór wskazań i rozważań z różnych dziedzin życia .
Filozofia przyrody Żochowskiego pozostawała pod wpływem Schellinga. Dużą rolę pełniła w niej witalistycznie pojmowana elektromagnetyczność .

## Dzieła
- (1838) Elektromagnetyczność jest początkiem świata, ciepła i wszystkich wielkich fenomenów w naturze, "Tygodnik Petersburski" 18, nr 89-90,
- (1840) Rys elektromagnetycznego systemu świata fizycznego, Warszawa,
- (1842) Fizyka, t. I-II, Warszawa
- (1844) Nowa teoria ciepła zasadzona na elektryczności, "Gazeta Handlowa i Przemysłowa", nr 93-99,
- (1845) Filozofia serca, czyli mądrość praktyczna, Warszawa,
- (1846) O harmonii wewnętrznej, "Pielgrzym" 2,
- (1847) Życie Jezusa Chrystusa, Warszawa,